# 曼特尔检验
曼特尔检验（Mantel test）是一种验证两个矩阵的相关性的统计检验方法，由美国统计学家纳森·曼特尔于1967年提出。